# Neuwiedia

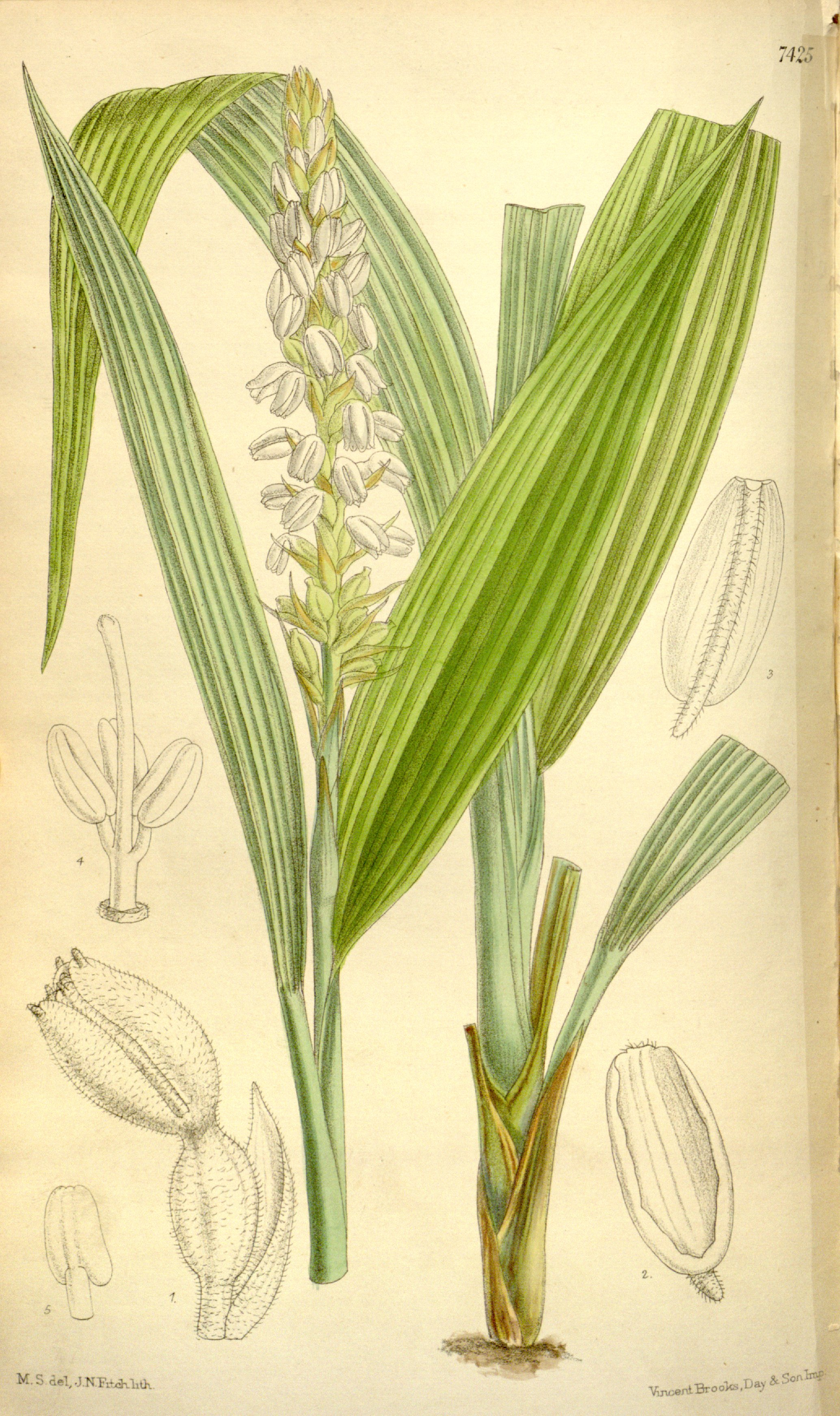
Neuwiedia griffithii na ilustraci z roku 1895

Neuwiedia je rod pozemních orchidejí se zvonkovitými květy v hustém vzpřímeném hroznu. Květy jsou opylovány zejména včelami rodu Trigona. Plodem je bobule nebo tobolka. Rod zahrnuje 8 druhů a vyskytuje se v tropické Asii a Tichomoří. Náleží do nejbazálnější větve čeledi Orchidaceae (podčeleď Apostasioideae) a více než orchidej připomínají rod zobatec (Curculigo) z čeledi tvrzeňovité. Ve sbírkách orchidejí nejsou tyto rostliny dosud zastoupeny.

## Popis
Zástupci rodu Neuwiedia jsou vzpřímené pozemní byliny s tuhým, většinou nevětveným, na bázi dřevnatějícím stonkem. Ve spodní části stonku jsou často adventivní (vzdušné) kořeny. Listy jsou spirálně uspořádané, zřasené, na bázi se zužující ve stopku připomínající řapík. Horní lodyžní listy jsou zmenšené, listenovité. Květenstvím je téměř vrcholový, hustý, vzpřímený, nevětvený hrozen.
Květy jsou stopkaté, přetočené (resupinátní), téměř pravidelné, zvonkovité. Kališní i korunní lístky jsou podobné, volné, kopinaté až úzce obvejčité. Jeden korunní lístek (pysk) bývá trochu odlišný ve tvaru a o něco větší než ostatní.
Plodné tyčinky jsou 3, s nitkami na bázi přirostlými ke čnělce a volnými prašníky. Sloupek je přímý a krátký. Semeník obsahuje 3 komůrky s mnoha vajíčky.
Plodem je buď dužnatá bobule, nebo suchá, pukavá tobolka. Semena jsou černá, někdy s protáhlými přívěsky na obou koncích.

## Rozšíření
Rod zahrnuje 8 druhů a je rozšířen v tropické Asii od jižní a jihovýchodní Číny přes Indočínu a jihovýchodní Asii po Novou Guineu a ostrovy západního Tichomoří. Největší areál mají druhy Neuwiedia zollingeri a N. veratrifolia.
Rostliny rostou na vlhkých stanovištích v podrostu primárních nížinných až podhorských tropických lesů.

## Ekologické interakce
Květy orchidejí rodu Neuwiedia jsou navštěvovány různým hmyzem. U druhu Neuwiedia veratrifolia byly v přírodě pozorovány zejména třásněnky, blanokřídlí a drobné druhy brouků. Jako jediní efektivní opylovači se však jeví nebodavé včely rodu Trigona. Tyto včely navštěvují pouze čerstvé, otevírající se květy a opouštějí je poprášené pylem. Mimo to dochází i k samoopylení.

## Taxonomie
Rod Neuwiedia je v rámci čeledi Orchidaceae řazen do podčeledi Apostasioideae. Je to nejbazálnější větev celé čeledi, obsahující pouze 2 rody: Apostasia a Neuwiedia. Vzhledem k morfologii odlišné od jiných orchidejí byly často v minulosti řazeny do samostatné čeledi Apostasiaceae.

## Význam
Zástupce rodu Neuwiedia se dosud nepodařilo přenést do kultury a nejsou proto zastoupeny ve sbírkách orchidejí.